# جونغ يو رب
جونغ يو رب (بالهانغل: 정여립، وبالهانجا: 鄭汝立. ولد في 1546 ومات في 1589) هو أحد سياسيي سلالة جوسون واسمه القلمي جُكدو، واسم ملاطفته إنبايك. مات العديد من أعضاء الفصيل الشرقي بعد اتهام جونغ بتهمة الخيانة العظمى إثر ما يسمى بتمرد جونغ يو رب في 1589.
1. ↑   https://librarian.nl.go.kr/LI/contents/L20101000000.do?id=KAC2018P7395. {{استشهاد ويب}}: |url= بحاجة لعنوان (مساعدة) والوسيط |title= غير موجود أو فارغ (من ويكي بيانات) (مساعدة)